# Pelvicachromis rubrolabiatus
Pelvicachromis rubrolabiatus es una especie de peces de la familia Cichlidae en el orden de los Perciformes.

## Morfología
Los machos pueden llegar alcanzar los 6,5 cm de longitud total.

## Distribución geográfica
Se encuentran en África: Guinea.